# モンテロ (アルバム)
『モンテロ』（Montero）は、2021年にリリースされたリル・ナズ・Xの1枚目のスタジオ・アルバムである。

## 収録曲
1. モンテロ (コール・ミー・バイ・ユア・ネーム) - MONTERO (Call Me By Your Name)
2. デッド・ライト・ナウ - Dead Right Now
3. インダストリー・ベイビー feat. ジャック・ハーロウ - Industry Baby (featuring Jack Harlow)
4. ザッツ・ワット・アイ・ウォント - That's What I Want
5. ザ・アート・オブ・リアライゼーション - The Art of Realization
6. スクープ feat. ドージャ・キャット - Scoop (featuring Doja Cat)
7. ワン・オブ・ミー feat. エルトン・ジョン - One of Me (featuring Elton John)
8. ロスト・イン・ザ・シタデル - Lost in the Citadel
9. ダラー・サイン・スライム feat. メーガン・ザ・スタリオン - Dolla Sign Slime (featuring Megan Thee Stallion)
10. テイルズ・オブ・ドミニカ - Tales of Dominica
11. サン・ゴーズ・ダウン - Sun Goes Down
12. ヴォイド - Void
13. ドント・ウォント・イット - Don't Want It
14. ライフ・アフター・セイラム - Life After Salem
15. アム・アイ・ドリーミング feat. マイリー・サイラス - Am I Dreaming (featuring Miley Cyrus)